# Електрически стол
Екзекуция чрез електрически ток, изпълнена с помощта на електрически стол е метод за екзекутиране, първоначално извършван в Съединените щати, при който осъденият затворник бива завързван към специално конструиран дървен стол и умъртвяван с електрически удар посредством електроди свързани от главата към краката. Този начин на изпълнение на екзекуция, изобретен през 1881 от един зъболекар от Бъ̀фало, Ню Йорк – Алфред Саутуик, е разработен през 80-те години на XIX век като хуманна алтернатива на екзекуцията чрез обесване и е приложен за пръв път през 1890. Екзекуцията чрез електрически стол се прилага основно в Щатите, а също и във Филипините, в продължение на няколко десетилетия (първата такава екзекуция е през 1924, а последната – през 1976).